# Cao Hszüe-csin
Cao Hszüe-csin (Cao Xueqin) (kínaiul: 曹雪芹; pinjin hangsúlyjelekkel: Cáo Xuěqín, más néven: Cao Csan (Cao Zhan) 曹霑; írói nevei: Meng-zsuan (Mengruan) 夢阮/梦阮, Hszüe-csin (Xueqin) 雪芹, Csin-pu (Qinpu) 芹圃, Csin-hszi (Qinxi) 芹溪; 1715 vagy 1724 – 1763 vagy 1764). A mandzsu Csing (Qing)-dinasztia idején élt kínai író, költő és festőművész, akinek fő műve a klasszikus kínai regényirodalom legjelentősebb alkotásának tartott A vörös szoba álma című regény.

## Családja
Cao Hszüe-csin (Cao Xueqin) han kínaiként született abban a mandzsu Csing (Qing)-dinasztia uralta Kínában, ahol a kínaiak csak másodrangú alattvalóknak számítottak. A Kínát meghódító mandzsuk, a kínai és a mandzsu népet, kultúrát egyaránt jól ismerő írástudókat, akik a kezdeti időszakban segítségükre voltak hódításaik során, „belső zászlóknak” nevezett katonai egységekbe sorolták, akiket olykor közvetlenül a Csing (Qing) császárok családjainak szolgálatába állítottak. A mandzsuk őket nevezték a „ház embereinek” (mandzsuul: booi ᠪᠣᠣᡳ; kínaiul pao-ji (baoyi) 包衣), amely hivatal apáról fiúra szállt. Cao Hszüe-csin (Cao Xueqin) egyik őse a nyolc zászló közül az „Egyenes Fehér Zászló” (Cseng Paj Csi (Zheng Bai Qi) 正白旗) katonai egységben teljesített szolgálatot tisztviselő hivatalnokként.
Kang-hszi (Kangxi) 康熙 császár (ur. 1661–1722) uralkodásának idején volt a Cao család tekintélye, hatalma és befolyása a csúcsponton. Cao nagyapja Cao Jin (Yin) 曹寅 ugyanis gyerekkori játszótársa volt a császárnak, míg dédanyja, Szun (Sun) asszony 孫氏 a leendő császár szoptató dajkája volt.
Két évvel a trónra lépése után, 1663-ban Kang-hszi (Kangxi) császár kinevezte Cao dédapját, Cao Hszi (Xi)t 曹璽 a „Birodalmi Textíliák Biztosának” (織造) Csiangning (Jiangning)ba 江寧/江宁, amely rendkívül magas és jövedelmező állami pozíciónak számított. Épp ezért ekkor a Cao család, a családfő hivatali székhelyéhez igazodva, délre települt. Cao Hszi (Xi) 1684-ben bekövetkezett halálakor, a császár kegyeltjének számító Cao Jin (Yin) (Cao Hszüe-csin (Cao Xueqin) nagyapja) vette át hivatalát. Cao Jin (Yin) kora egyik híres és elismert könyvgyűjtőjének számított, értett a költészethez, a kalligráfiához és kora számos kiváló értelmiségijével baráti kapcsolatot ápolt.
A kínai életmódra ekkor már teljesen áttért mandzsu uralkodók szerették volna elhitetni magukról, illetve meggyőzni a kínai alattvalóikat, hogy ők a kínai kultúra legodaadóbb hívei és támogatói. Hízelgő politikájuknak egyik leglátványosabb, addig példa nélküli tette Kang-hszi (Kangxi) császár nevéhez fűződik, aki hatalmas költségek árán, összesen hat alkalommal (1684, 1689, 1699, 1703, 1705 és 1707) személyesen is felkereste a Jangce alsó folyásának városait, amelyek a korabeli Kína értelmiségi központjainak számítottak. A császár ezen látogatásai közül négy alkalommal az addigra Kína egyik legbefolyásosabb és leggazdagabb családjának számító Cao család palotájában szállt meg.
Cao Jin (Yin) halálakor, 1712-ben, a még mindig hatalmon lévő Kang-hszi (Kangxi) továbbadományozta a tisztséget kegyence fiának, Cao Jung (Yong)nak 曹顒, aki három év múlva, 1715-ben elhunyt. Ekkor a császár engedélyezte a Cao Fu 曹頫 nevű unokaöcs posztumusz adoptálását, aki így Cao Jin (Yin) fogadott fiaként átvehette a Cao család vagyonát és jövedelmét biztosító magas hivatalt.
A család jó szerencséje azonban csak Kang-hszi (Kangxi) császár 1722-ben bekövetkezett haláláig és Jung-cseng (Yongzheng) 雍正 császár (ur. 1722–1735 ) trónra lépéséig tartott ki. A család belekeveredett a császári uralkodóház hatalmi harcaiba, aminek következtében feldúlták palotájukat, sőt Cao Fut egy évre még be is börtönözték. Szabadulásakor a hatalmától és vagyonától megfosztott család kénytelen volt áttelepülni Pekingbe, a fővárosba, ahol csupán egy néhány szobás házat vehettek birtokba. Cao Hszüe-csin (Cao Xueqin) még gyerekként élte át családja hanyatlását és elszegényedését.

## Élete
Cao Hszüe-csin (Cao Xueqin) gyerekkoráról éppúgy, mint felnőtt korának pontos életrajzi adatairól nem maradtak fent részletek. Még születésének és halálának dátuma is máig tudományos viták tárgya. Azt sem pontosan lehet tudni, hogy vajon Cao Fu vagy esetleg Cao Jung (Yong) volt-e az apja. Annyi bizonyos, hogy Cao Jung (Yong)nak egyetlen fia született a halála után, 1715-ben. Több kutató úgy tartja, hogy ez a fiúgyermek lehetett Cao Hszüe-csin (Cao Xueqin).

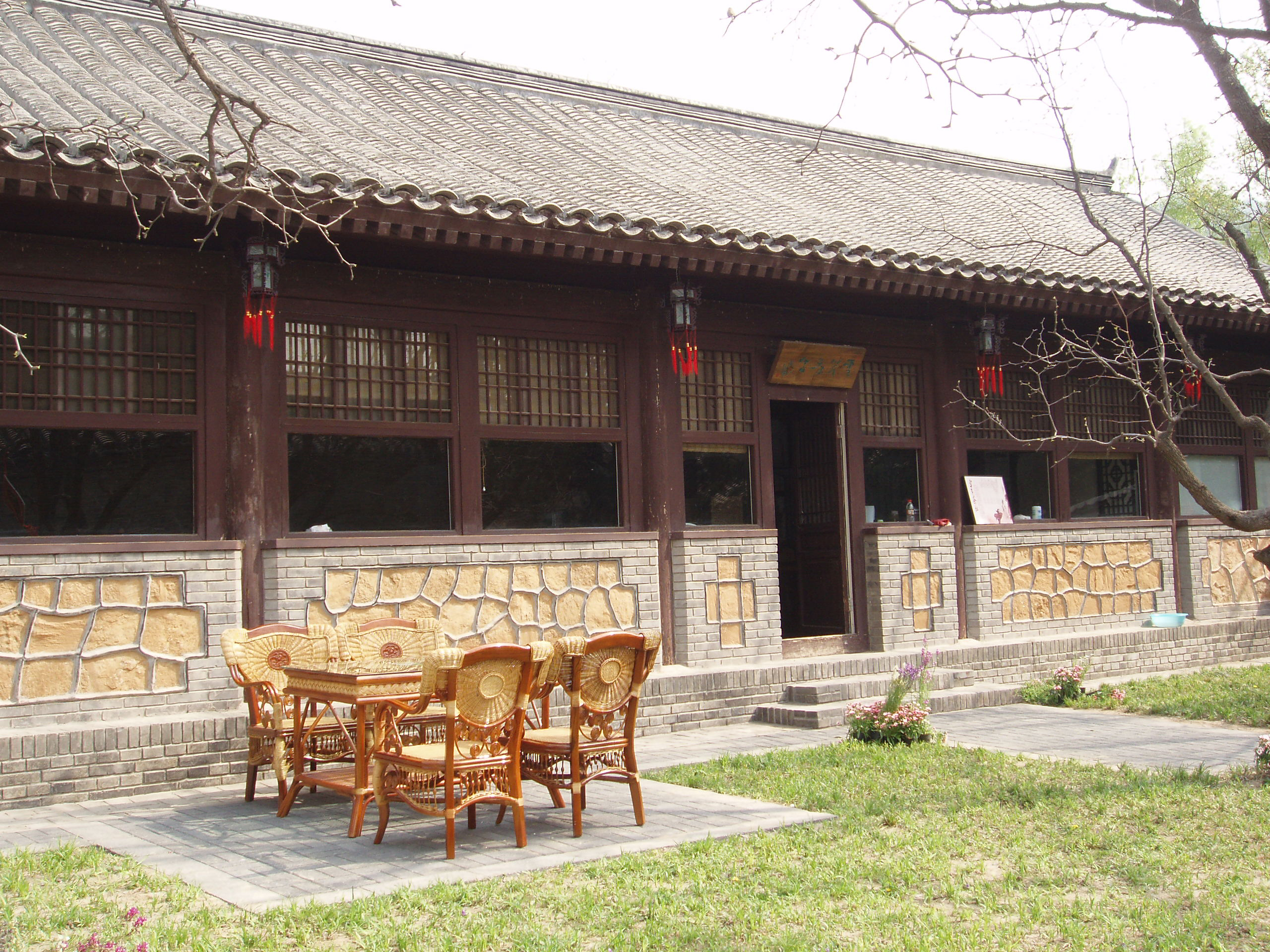
Cao Hszüe-csin (Cao Xueqin) egykori lakóháza Peking külvárosában

Az életével kapcsolatos legtöbb információ a kortársak beszámolóiból derül ki. Ezekből tudható, hogy Cao végül Peking nyugati külvárosában telepedett le, ahol egyetlen szobában lakott. Festmények adásvételéből élt, és szegénysége ellenére is meg akarta őrizni előkelőségét, nemes méltóságát. Az ismerősei az alkohol nagy barátjaként emlékeznek meg róla, aki ennek ellenére intelligenciájával és tehetségével magasan az átlag fölé emelkedett. Egy egész évtizedet szentelt „műve” megírására, amelyről ma már tudhatjuk, hogy minden bizonnyal A vörös szoba álma volt. Dicsérték festői tehetségéért is, állítólag különösen a kövek és sziklák festői megformálásában jeleskedett. Költeményeit a Tang-kor misztikus poétájának, Li Honak (Li Henek) (790–816) a verseihez hasonlították. Caót 1763-ban vagy 1764-ben érte a halál, amikor is regényével már egészen előrehaladott állapotban járt. Bár nem élt meg magas kort (mindenképpen ötvenéves kora előtt halt meg), így is túlélte feleségét és fiát. Ismerősei hirtelen halálát is az elhunyt fia miatti bánattal magyarázták.

## Műve
Cao Hszüe-csin (Cao Xueqin) csak halála után vált elismert, kedvelt és méltatott íróvá, ugyanis regényének kéziratát és annak másolatait életében csak közvetlen családtagjai és barátai olvashatták. A regény ekkor még a A kő története (Si-to csi (Shitou ji) 石頭記/石头记) címet viselte, és nyolcvan fejezetből állt. Cao halála után nem sokkal a regény közkézen forgó kéziratos változatai igen magas áron cseréltek gazdát a gyűjtők között. Az első nyomtatott kiadása Cseng Vej-jüan (Cheng Weiyuan) 程偉元/程伟元 (? – 1818) és Kao O (Gao E) 高鶚 (kb. 1738 – kb. 1815) nevéhez fűződik. 1791-ben, mintegy harminc évvel a szerző halála után adták ki művét A vörös szoba álma címen, amely ekkor már 120 fejezetet tartalmazott. Máig intenzív, tudományos kutatás tárgyát képezi annak megállapítása, hogy az utolsó negyven fejezetet Kao O (Gao E) toldotta-e az eredeti nyolcvan fejezethez, vagy lényegi részét, szerkezetét, főbb elemeit maga Cao Hszüe-csin (Cao Xueqin) írta, s Cseng (Cheng) és Kao (Gao) csak felfedezte és végső formába öntötte azt, vagy esetleg az utolsó 40 fejezet egy ma még ismeretlen szerző munkája.

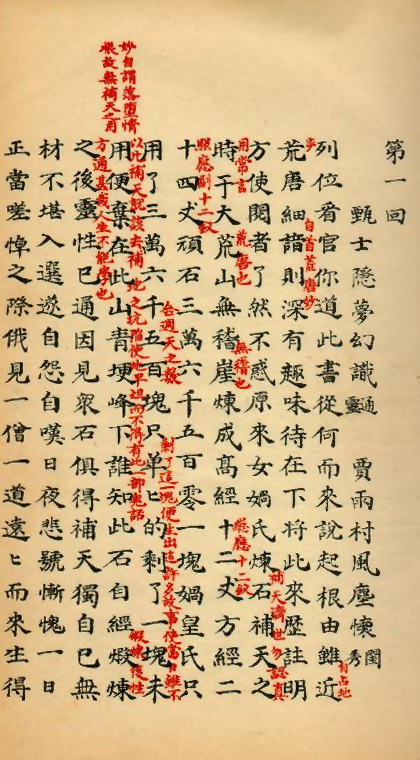
Cao Hszüe-csin (Cao Xueqin) művének egyik korai kéziratos változata, amely ebben a formájában még a A kő története címet viselte

A Cao család történetének és a regény tartalmi ismeretében kétségtelenül megállapíthatók az önéletrajzi elemek. A mű központi témája a császári uralkodóházhoz rokoni szálakkal fűződő négy nemesi nagycsalád mindennapi élete. Közülük is kiemelkedik a Csia (Jia) 賈/贾 hercegi palota lakóinak története. Cao életszerűen írja le a feudális társadalmi arisztokrácia, az előkelő réteg fényűzését, hanyatlását, erkölcsi romlását, nyílt és burkolt harcait. Gazdasági, politikai, erkölcsi és más szempontból mutatja be a feudális arisztokraták és előkelők hanyatlásának és romlásának szükségszerűségét.
Cao Hszüe-csin (Cao Xueqin) elvitathatatlan, rendkívüli művészi tehetséggel rendelkezett. A fontos társadalmi élet és események leírása mellett részletekbe menően rávilágított az arisztokraták és az előkelők összetett hétköznapjaira. A leírások rengeteg szakismeretet tartalmaznak, például a ruházattal, használati tárgyakkal, építészettel, kertészettel, konyhaművészettel, orvoslással és gyógyszertannal, vallással, színjátékkal, szépművészettel vagy a műveltség egyéb területeivel kapcsolatban. A vörös szoba álma máig páratlan és kiváló forrása a három évszázaddal ezelőtti, császárkori feudális társadalom folklórjának, szociológiájának éppúgy, mint művelődéstörténetének.

## Regényének magyar kiadásai
- Cao Hszüe-csin, Kao O: A vörös szoba álma I–II. Fordította: Lázár György, a versbetéteket fordította: Szerdahelyi István: Az előszót írta: Tőkei Ferenc, Budapest Európa Könyvkiadó, 1959. A világirodalom klasszikusai (348 + 349 old.).
  - 2. kiad. [egy kötetben]. Budapest, Európa Könyvkiadó, 1962 (692 old.).
  - 3. kiad. Budapest, Európa Könyvkiadó, 1964. A világirodalom remekei (679 old.).
  - 4. kiad. Budapest, Európa Könyvkiadó, 1976. A világirodalom remekei (679 old.).
  - 5. kiad. Budapest, Európa Könyvkiadó, 1988. A világirodalom remekei (679 old.).
- Cao Hszüe-csin, Kao O: A vörös szoba álma. Bukarest, Kriterion Könyvkiadó, 1975. Horizont Könyvek (683 old.).

## Fordítás
- Ez a szócikk részben vagy egészben  a   Cao Xueqin című angol Wikipédia-szócikk ezen változatának fordításán alapul.  Az eredeti cikk szerkesztőit annak laptörténete sorolja fel. Ez a jelzés csupán a megfogalmazás eredetét és a szerzői jogokat jelzi, nem szolgál a cikkben szereplő információk forrásmegjelöléseként.
- Ez a szócikk részben vagy egészben  a(z)   曹雪芹 című kínai Wikipédia-szócikk ezen változatának fordításán alapul.  Az eredeti cikk szerkesztőit annak laptörténete sorolja fel. Ez a jelzés csupán a megfogalmazás eredetét és a szerzői jogokat jelzi, nem szolgál a cikkben szereplő információk forrásmegjelöléseként.